# غور ميناسيان
غور ميناسيان (مواليد 25 أكتوبر 1994) هو رباع أرميني بحريني يمثل حالياً البحرين دولياً منذ عام 2022. في 2016 حصل على الميدالية الفضية في الألعاب الأولمبية الصيفية 2016 في وزن فوق 105 كجم.وفي أولمبياد باريس 2024 حصل على الميدالية البرونزية.